# Вогнівка стручкова
Вогнівка стручкова або вогнівка обпалена (Evergestis extimalis) — вид лускокрилих комах родини вогнівок-трав'янок (Crambidae).

## Поширення

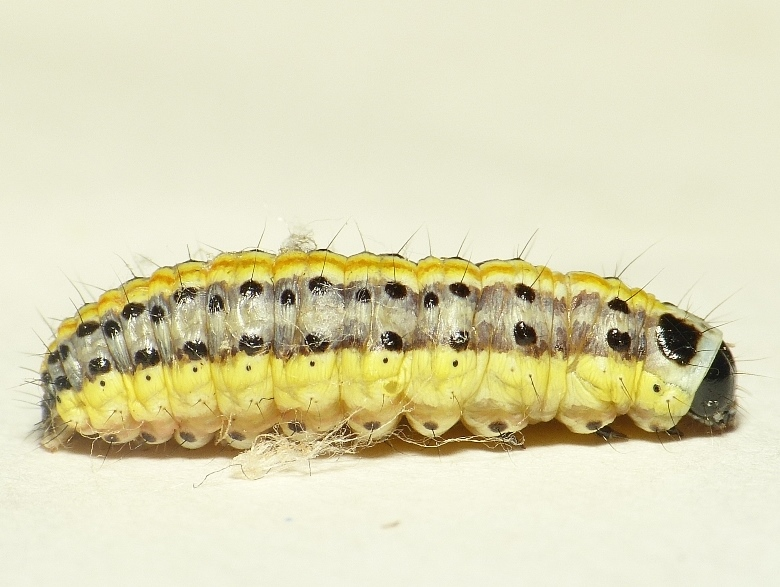
Личинка

Вид поширений в Європі та Північній Азії. Присутній у фауні України.

## Опис
Розмах крил становить 27-31 мм. Передні крила блідо-жовті з темними краями. Задні крила жовто-білуваті. Личинка блідо-жовта; спинна лінія темніше; боки блідо-фіолетові; плями на бічній лінії чорні; голова чорна.

## Спосіб життя
Метелики літають з червня по вересень. Личинки живляться насінням рослин з родини капустяних (Brassicaceae).